# Torymus anastativorus
Torymus anastativorus är en stekelart som beskrevs av Josef Fahringer 1944. Torymus anastativorus ingår i släktet Torymus och familjen gallglanssteklar.
Artens utbredningsområde är Kroatien. Inga underarter finns listade i Catalogue of Life.